# えーすてれび
えーすてれび株式会社（英称：ace television entertainment inc.）は、テレビ番組の制作プロダクションである。

また、テレビ局や制作会社へスタッフを派遣する人材派遣会社でもある。

## 概要
2018年3月末の株式会社エーステレビの閉業に伴い元所属スタッフたちが資金を出しあい、

同年4月17日に創業した。 エーステレビとの資本関係は無く全くの別会社である。

## 会社概要

### 所在地
- 〒141-0022 東京都品川区東五反田3-5-8 RESIDENCE島津山2階

### 役員
- 代表取締役 : 堀川英男
- 取締役 : 小野寺春佳
- 取締役 : 関根雅史
- 監査役 : 小野寺清郎

## 所属スタッフ

### 演出・プロデューサー
- 堀川英男（代表取締役）

### プロデューサー
- 小野寺春佳（取締役）
- 関根雅史（取締役）

### ディレクター
- 林遼佑
- 渡辺剣太

## スタッフが制作に携わった作品

### フジテレビジョン
- アウト×デラックス
- 芸能人が本気で考えた!ドッキリGP
- 今夜はナゾトレ
- バイキング (テレビ番組)
- 関ジャニ∞クロニクル
- キスマイ超BUSAIKU!?
- アオハル（青春）TV

### テレビ朝日
- ザワつく!一茂良純時々ちさ子の会
- 関ジャム 完全燃SHOW
- ごはんジャパン

### テレビ東京
- 土曜スペシャル (テレビ東京)
- 青春高校3年C組

### TBS
- 消えた天才

### J SPORTS
- サイクルロードレース
- ラグビーワールドカップ
- フィギュアスケート

### BS11
- 八代亜紀　いい歌いい話